# Chiesa di Saint-Jean di Montmartre
La chiesa di Saint-Jean di Montmartre (pronuncia francese: [sɛʒɑ d(ə) mɔ.maʁtʁ]) è una chiesa parrocchiale cattolica situata al 19 rue des Abbesses nel 18 ° arrondissement di Parigi.
Situata ai piedi della collina di Montmartre, è notevole come primo esempio di cemento armato utilizzato nella costruzione di chiese. Costruita dal 1894 al 1904, è stata progettata dall'architetto Anatole de Baudot, un estimatore di Viollet-le-Duc e Henri Labrouste. La struttura, rivestita in mattoni e piastrelle di ceramica, esibisce caratteristiche di stile Art Nouveau, sfruttando le qualità strutturali superiori del cemento armato con leggerezza e trasparenza. La vetrata Art Nouveau è stata eseguita da Jac Galland secondo il progetto di Pascal Blanchard. Gli affreschi si devono ad Alfred Plauzeau. Le sculture interne sono di Pierre Roche.
La struttura in cemento armato ha seguito un sistema sviluppato dall'ingegner Paul Cottancin. La costruzione fu seguita dallo scetticismo sulle proprietà del nuovo materiale, che violava le regole stabilite per la costruzione in muratura non armata. Una causa legale ritardò la costruzione, a causa di un ordine di demolizione che non fu risolto fino al 1902, quando la costruzione fu ripresa.
C'è una visita guidata della chiesa ogni quarta domenica del mese alle 16:00.

## Commissione e costruzione

### Commissione
La chiesa di Saint-Jean di Montmartre venne commissionata dal sacerdote di Montmartre padre Sobbeaux. La popolazione della città cresceva e l'unica altra chiesa abbaziale, Saint-Pierre de Montmartre, era troppo piccola per contenere il numero degli abitanti. Saint-Pierre de Montmartre si trovava in cima alla collina di Montmartre e poteva servire solo chi viveva lassù. La nuova chiesa faceva parte della missione personale di Sobbeaux che era quella di evangelizzare la popolazione della parte bassa della collina e a tale scopo si occupò di raccogliere tutti i fondi per la costruzione.

### Costruzione
Per la costruzione della nuova chiesa venne scelto l'architetto Anatole De Baudot. Lui e l'ingegnere Paul Cottancin collaborarono insieme per sviluppare una nuova tecnica di costruzione che sarebbe stata robusta, leggera e poco costosa da produrre. L'uso del cemento armato, nel suo progetto, permise a Baudot di fare un'offerta inferiore rispetto a quella dei suoi concorrenti e di vincere l'appalto per costruire la chiesa. Parte della decisione di utilizzare il cemento armato fu determinata dalla topografia del sito in cui doveva essere costruita, un terreno in forte pendenza sul lato della collina di Montmartre.
Il sistema in cemento armato utilizzato a Saint-Jean di Montmartre venne perfezionato da Paul Cottancin nel 1890. Questo sistema era noto come "ciment armé". Nel libro Studies in Tectonic Culture, Kenneth Frampton spiega il sistema: "Il ciment armé di Cottancin utilizza mattoni perforati rinforzati con tondini di ferro come struttura permanente di un'armatura del cemento, insieme a gusci di cemento leggero e sottile. ..il rinforzo in filo metallico e il tamponamento cementizio sono stati considerati come agenti indipendenti, il primo in trazione e il secondo in compressione." Altri brevetti di cemento armato di questo periodo avevano evidenziato debolezze fondamentali nel rapporto tra cemento armato e armatura metallica. La separazione nel sistema di Cottancin permise di evitarle e diedero un vantaggio su tutti gli altri sistemi di cemento armato fino alla fine del secolo.
La robustezza fornita dal cemento armato consentì la realizzazione di volte a crociera. In precedenza, le pesanti volte in pietra dovevano essere accompagnate da spessi muri in grado di sopportare il peso e la spinta della volta. Nuovi sviluppi nei materiali da costruzione e nelle tecniche di costruzione permise l'assottigliamento delle pareti pur continuando a sostenere i soffitti a volta.

### Ritardi
L'utilizzo del cemento armato a Saint-Jean di Montmartre portò la chiesa ad anticipare i tempi e i regolamenti edilizi. Il sistema di Cottancin era così nuovo e rivoluzionario che era difficile credere che la struttura sarebbe rimasta effettivamente in piedi. Anche altri architetti si opposero al piano e credevano che sarebbe crollata. La chiesa fu costruita in dieci anni, e il motivo per cui ci volle così tanto tempo fu perché la costruzione dovette essere interrotta a seguito di una causa intentata, nel 1898, per "non conformità urbanistica". Poi giunse un ordine per la demolizione dell'edificio. Ciò comportò l'esecuzione di innumerevoli test per garantire l'integrità strutturale dell'edificio. Per salvare la chiesa, Baudot e Sobbeaux organizzarono dimostrazioni tecniche. Ricrearono i pilastri e il pavimento lastricato nel giardino della chiesa per dimostrare la forza e la stabilità dell'edificio. Questa manifestazione rassicurò gli scettici e fu revocato l'ordine di demolizione.

## Stile
Saint-Jean di Montmartre era il primo edificio religioso ad essere realizzato in cemento, e comprensibilmente c'era una certa preoccupazione per le qualità estetiche del materiale. La facciata in mattoni rossi, venne utilizzata per la decorazione oltre che come supporto aggiuntivo e isolante. L'esterno era inoltre impreziosito da motivi geometrici realizzati con perle di arenaria multicolore. La chiesa è in stile architettonico art nouveau, una delle poche chiese parigine in questo stile. Il tema del disegno degli esterni e degli interni si basa sugli scritti di San Giovanni - Il quarto Vangelo e l'Apocalisse.

## Organo
L'organo della chiesa fu costruito da Cavaillé-Coll nel 1852 per l'École Sacré-Cœur de la Ferrandière di Lione. Fu spostato e ricostruito nella sua nuova sede nel 1910 e ampliato nel 1921, 1931 e 1934 da Gutschenritter. È stato ristrutturato nel 1979 da Jacques Barbéris. Le condizioni dell'organo hanno iniziato a peggiorare nel 1986 ed è diventato praticamente non utilizzabile nel 2009. La città di Parigi ha incaricato l'organizzatore Yves Fossaert di restaurare lo strumento. Questo progetto, interamente finanziato dal Comune di Parigi, è iniziato nel 2009 ed è durato quattordici mesi.